# Kürti Jenő
Kürti Jenő (Budapest, 1954. március 3. –) magyar fizikus. A fizikai tudományok kandidátusa (1990), a Magyar Tudományos Akadémia doktora (1999).

## Életpályája

### Iskolái
1960–1968 között Komáromban, illetve 1963-tól Százhalombattán járta ki az általános iskolát. 1968–1972 között a budapesti József Attila Gimnázium matematika-fizika szakos tanulója volt. 1973–1978 között az Eötvös Loránd Tudományegyetem Természettudományi Karának fizika szakos hallgatója volt.

### Pályafutása
1978–1983 között az Eötvös Loránd Tudományegyetem Természettudományi Kar Atomfizikai Tanszékén tanársegéd, 1983–1991 között adjunktus, 1991–1998 között docens volt. 1986–1987 között, valamint 1991–1992 között és 1997-ben a Bécsi Egyetemen volt tanulmányúton. 1992–1996 között az Eötvös Loránd Tudományegyetem Atomfizikai Tanszékén tanszékvezető helyettes volt. 1998–2000 között az újonnan megalakult Eötvös Loránd Tudományegyetem Biológiai Fizika Tanszéken docens volt, 2000-től egyetemi tanára, 2003–2006 között tanszékvezető helyettese, 2006–2015 között tanszékvezetője volt. 1999–2000 között a washingtoni Georgetowni Egyetemen volt tanulmányúton. 2008–2011 között az ELTE TTK Fizikai Intézet igazgatója volt. 2015 óta a Bólyai Kollégium igazgatója.

### Tagságai, tisztségei
1978 óta az Eötvös Loránd Fizikai Társulat tagja. 1978–1983 között az ELTE Fizikus Diákkör oktató vezetője volt. 1993–1994 között az Eötvös Loránd Tudományegyetem Ideiglenes Doktori Tanácsának titkára volt. 1993–1999 között az Eötvös Loránd Tudományegyetem Fizikus Tanszékcsoport Tanácsának választott tagja volt. 1994–1996 között, valamint 1999-től a Magyar Tudományos Akadémia Atom- és Molekulafizikai Bizottság tagja, 2003–2008 között titkára volt, 2008-tól elnöke. 1994–1998 között a COST D4, 1999–2005 között a COST D14, 2006–2011 között a COST D35 v.b. magyar tagja volt. 1995–1999 között az Eötvös Loránd Tudományegyetem Természettudományi Kar Kari Tanácsának választott tagja volt. 2008 óta az ELTE Fizika Doktori Iskola Statisztikus fizika, biológiai fizika és kvantumrendszerek fizikája program vezetője. 2011–2014 között az Eötvös Loránd Fizikai Társulat főtitkára volt, 2015-től alelnöke. 2012–2015 között az ELTE Fizikus Professzori Tanács elnöke volt. 2013-tól az ELTE Fizikus Habilitációs Bizottság elnöke. 2014-től a Magyar Tudományos Akadémia Doktori Tanácsának tagja.
Kutatási területe a szerves töltésátviteli sók, az átmeneti fém komplexek, a konjugált szénláncú polimerek, fullerének és szén nanocsövek vizsgálata kvantumkémiai, Raman- és ESR-spektroszkópiai és SPM módszerekkel.

## Családja
Szülei: Kürti József és Bagi Elza voltak. 1974-ben házasságot kötött Nagypataki Judittal. Két lányuk született: Virág (1976) és Veronika (1978).

## Díjai
- Kiváló Munkáért (1985)
- Schmid Rezső-díj (1997)[4]
- Széchenyi professzor ösztöndíj (1998-2001)
- Eötvös Loránd Fizikai Társulat Érme (2018)[5]
- A Magyar Érdemrend tisztikeresztje (2020)